# 彻尔涅弗尔德
彻尔涅弗尔德，是匈牙利佐洛州所辖的一个村，总面积21.25平方公里，总人口458，人口密度21.6人/平方公里（2010年1月1日）。